# Giuseppe Fioranti
Giuseppe Fioranti detto Pino (Dignano d'Istria, 26 dicembre 1888 – Torino, 23 maggio 1969) è stato un calciatore italiano, di ruolo attaccante o all'occorrenza difensore.

## Carriera
Giocò nella Lazio dal 1909 al 1922. Risulta socio della società sin dall'anno della sua fondazione, iscritto come corridore velocista.
Ha disputato 85 partite ufficiali in maglia biancoceleste, segnando 32 reti (34 secondo altre fonti), avendo spesse volte al braccio la fascia di capitano. Anche suo fratello minore militò nella formazione biancoceleste, per una sola annata (1913-1914).
La sua carriera è stata fortemente condizionata dal fatto di lavorare a Genova e di non poter perciò partecipare con regolarità alle gare, inoltre è stato al fronte durante tutta la prima guerra mondiale.
Fioranti ha vinto tutto quello che ha vinto la Lazio in quei remoti tempi: tre volte finalista nazionale, ha conquistato più volte la Coppa Tosti e Coppa Baccelli e tanti altri trofei a Roma, nel Lazio e nell'Italia centro-meridionale.

## Palmarès

### Club

#### Competizioni nazionali
- Terza Categoria: 3

Lazio: 1909-1910, 1910-1911, 1911-1912